# Валтман, Эдмунд
Э́дмунд Си́гфрид Ва́лтман (иногда Ва́лдман; эст. Edmund Sigfried Valtman, англ. Edmund S. Valtman; 31 мая 1914, Ревель — 12 января 2005, Блумфилд) — эстонский и американский художник-карикатурист, в 1962 году удостоенный Пулитцеровской премии за карикатуры.

## Биография

### До эмиграции
Родился в Таллине (тогда — Ревеле), в эстонской семье. Свои первые карикатуры он продал в возрасте 15 лет детскому журналу Laste rõõm. Впоследствии он работал карикатуристом в редакциях газет Eesti Sõna и Maa Sõna, параллельно получая образование в Таллинской школе искусств и прикладных искусств.
После того, как части Красной Армии вступили на территорию Эстонии в 1944 году, Валтман и его жена бежали за пределы страны. Следующие четыре года они провели в лагере для перемещённых лиц на территории Тризонии, контролируемой союзниками. В 1949 году они отправились в США.

### В США

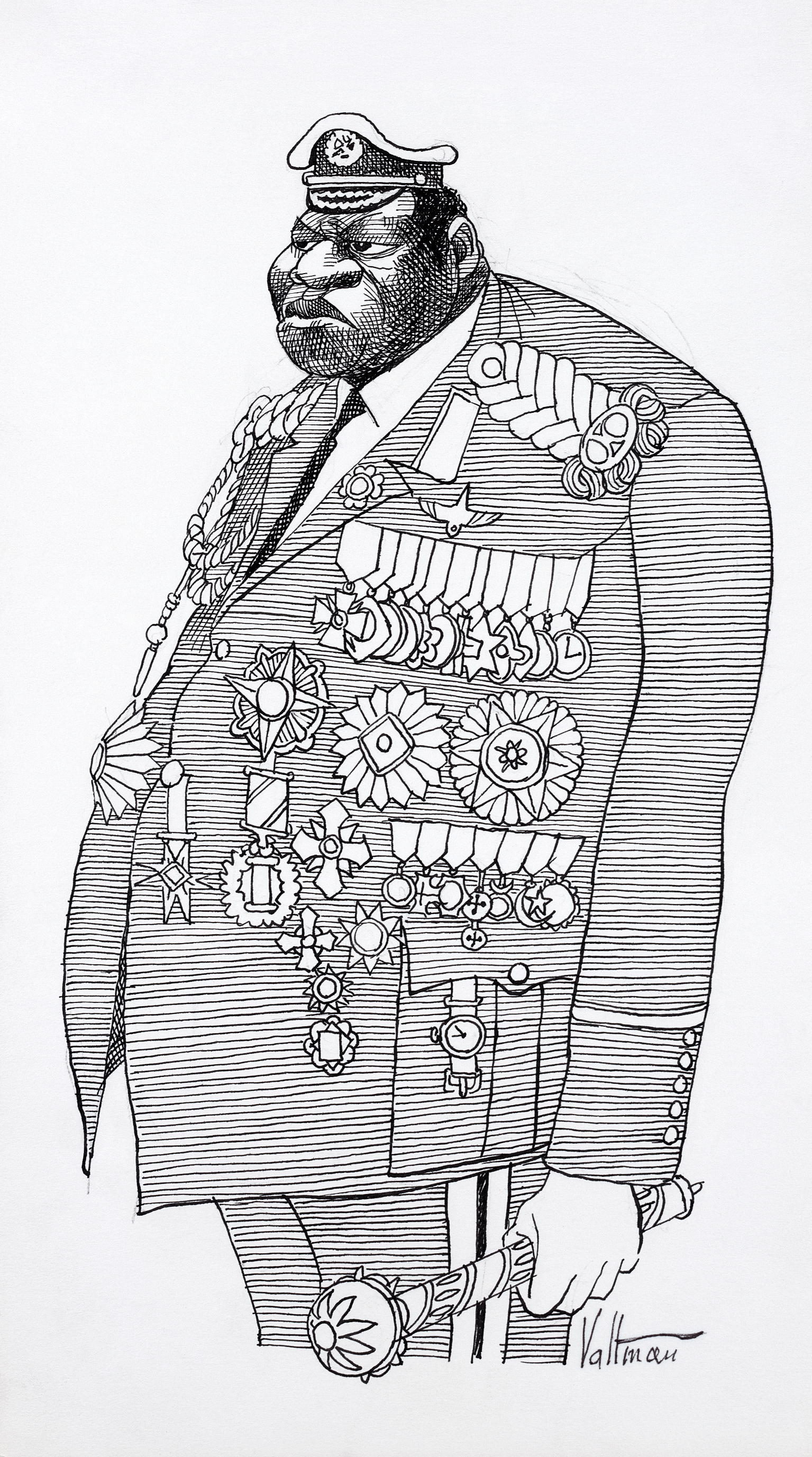
Карикатура на Иди Амина работы Валтмана (1977)

Проживая в США, с 1951 года работал в газете The Hartford Times вплоть до своего выхода на пенсию в 1975 году. Он получил широкую известность благодаря своим политическим карикатурам на тему Холодной войны и, в частности, коммунизма. Героями карикатур Валтмана были Фидель Кастро, Никита Хрущёв, Леонид Брежнев, Михаил Горбачёв, Иди Амин, Ричард Никсон, Голда Меир, Менахем Бегин, Анвар Садат, Мао Цзэдун и другие мировые лидеры.
За свою карикатуру, посвящённую событиям 31 августа 1961 года (разрыв СССР советско-американского моратория на ядерные испытания), в следующем году Валтман получил Пулитцеровскую премию.
Скончался в своём доме в Блумфилде (штат Коннектикут) в 2005 году.